# Principe d'unité budgétaire
Le principe d'unité budgétaire est l'un des cinq grands principes budgétaires des finances publiques en France. Il précise que l'ensemble du budget doit être présenté dans un document unique.
Les cinq principes budgétaires sont :
- le principe d'annualité budgétaire :
- le principe d'unité budgétaire ;
- le principe de spécialité budgétaire ;
- le principe d'universalité budgétaire ;
- le principe de sincérité budgétaire ;
- le principe d'équilibre[réf. nécessaire].

Le principe d'unité budgétaire est apparu en France sous la Restauration. Léon Say présentait l'intérêt de cette règle en ces termes : « Il est nécessaire d'enfermer le budget dans un monument dont on puisse aisément apprécier l'ordonnance et saisir d'un coup d'œil les grandes lignes. »
La mise en œuvre de ce principe a été modifiée par la loi organique relative aux lois de finances (LOLF) du 1er août 2001.

## Signification du principe d'unité budgétaire

### Conception traditionnelle
Le respect de ce principe impose la réunion de trois éléments :
- l'ensemble des dépenses et des recettes doit figurer dans un document unique ;
- elles doivent être présentées de façon détaillée ;
- elles doivent être de même nature afin de pouvoir être additionnées.

Ce principe permet un contrôle accru des parlementaires sur les finances publiques. Il permet aussi d'assurer la clarté de la présentation du budget. Il permet de vérifier si le budget est réellement en équilibre, d'éviter l'existence de comptes hors-budget et de mettre en évidence le volume total des dépenses de l'État.

### Conception moderne
Ce principe est réaffirmé par l'article 6 de la LOLF. Il suppose que toutes les opérations de dépenses et de recettes soient retracées dans le budget de l'État. Cependant, du fait de la décentralisation, les collectivités locales bénéficient de la personnalité juridique : les dépenses de l'État pour ces collectivités n'apparaissent donc pas directement dans le budget de l'État. C'est également le cas des établissements publics, des entreprises publiques et des organismes de sécurité sociale.
Ce principe implique donc également l'existence d'un document budgétaire unique soumis au vote des parlementaires. Cependant, le Conseil constitutionnel, dans une décision du 24 décembre 1979, a exigé que la première partie de la loi de finance soit adoptée avant de passer à la seconde. Il a donc, de fait, provoqué une cassure dans la loi de finance annuelle. D'autre part, les lois de finances rectificatives modifient le texte en cours d'exercice et viennent s'ajouter au texte initial.

## Aménagements au principe d'unité budgétaire
Il existe deux aménagements légaux au principe d'unité budgétaire : les budgets annexes et les comptes spéciaux du Trésor.

### Les budgets annexes
Ils sont apparus avec une loi du 9 août 1836 et ont été réglementés à l'article 20 de l'ordonnance du 2 janvier 1959. La LOLF limite le bénéfice d'un budget annexe « aux seules opérations de l'État non dotées de la personnalité morale résultant de leur activité de production de biens ou de prestation de service donnant lieu au paiement de redevances ».
Il ne reste aujourd'hui que deux budgets annexes:
- les Journaux officiels ;
- l'aviation civile.

D'autres budgets annexes ont été supprimés :
- monnaies et médailles (2007) ;
- ordre de la Libération (2006) ;
- ordre de la Légion d'honneur (2006) ;
- prestations sociales agricoles (2005) ;
- Imprimerie nationale (1993) ;
- PTT (1991).

Ces services ne possèdent pas la personnalité juridique.
Le caractère de budget annexe leur a été conféré pour leur donner une indépendance financière. Cependant, l'existence de budgets annexes porte atteinte à l'intégrité du principe d'unité budgétaire.

### Les comptes spéciaux du Trésor
Ce sont des comptes ouverts dans les écritures du Trésor pour retracer des opérations de recettes et des dépenses effectuées en dehors du budget général, par des services de l'État qui ne sont dotés ni de la personnalité juridique, ni de l'autonomie financière. Ils servent à comptabiliser des opérations budgétaires provisoires destinées à se solder en équilibre, comme les prêts et les avances. Ils permettent également de déroger aux règles de la comptabilité publique pour les opérations à caractère industriel et commercial réalisées  par des services publics administratifs.
L'existence de ces comptes spéciaux du Trésor remet en cause le principe d'unité budgétaire car il en existe un grand nombre. Dans sa thèse sur la direction du Trésor, Laure Quennouëlle-Corre notait que l'on en dénombrait plus de 400 en 1947. L'ordonnance du 2 janvier 1959 a essayé de les limiter en instaurant 6 catégories de comptes. Les comptes spéciaux du Trésor devaient rentrer dans l'une de ces 6 catégories pour être  utilisés. La LOLF a réduit le nombre de comptes spéciaux du Trésor à 4 comptes :
- les comptes d'affectation spéciale (article 21 de la loi organique, qui dispose qu'il doit y avoir une relation directe entre les  recettes et les dépenses). Il en existe six actuellement. Deux d'entre eux réunissaient 98 % des crédits des comptes d'affectation spéciaux dans la loi de finances initiale pour 2006 : le compte des pensions et le compte des opérations de nature patrimoniale liées à la gestion des participations financières de l'État ;
- les comptes de commerce (article 22). Ils concernent les services de l'État qui n'ont pas la personnalité morale et ont des activités industrielles et commerciales. Le plus important est le compte de gestion de la dette et de la trésorerie de l'État, qui reçoit 94 % des autorisations de découvert des comptes de commerce ;
- les comptes d'opérations monétaires (article 23) sont des comptes techniques qui ne font que l'objet d'une évaluation dans la LFI : perte de change, émission de monnaie métallique, opérations avec le FMI ;
- les comptes des concours financiers (article 24). Ces comptes retracent l'ensemble des prêts fait par l'État, qui doivent être en lien entre le montant du prêt et la quantité de la dépense concernée. Le plus important concerne les avances aux collectivités territoriales : il permet à l'État d'avancer par douzièmes aux collectivités territoriales le produit des impôts qu'elles ont votés.

La LOLF, en diminuant le nombre des comptes spéciaux, a quelque peu renforcé le principe d'unité budgétaire.

## Dérogations au principe d'unité budgétaire
Il existe en effet deux moyens de déroger au principe d'unité budgétaire :

### La débudgétisation
Cette technique consiste à alléger le budget général de l'État en reportant certaines des dépenses qu'il supportait jusque-là vers les budgets annexes et les comptes spéciaux du Trésor. Dans ce cas, le contrôle parlementaire est toujours possible car les dépenses restent dans les comptes publics.
Une autre solution consiste à reporter certaines dépenses vers des personnes morales privées ou publiques pour échapper au contrôle parlementaire.
La débudgétisation va parfois encore plus loin. En effet, il arrive que l'État fasse peser sur d'autres personnes morales que lui le financement de certaines dépenses qu'il avait coutume d'assurer. Il s'agit notamment de la question des fonds, comme le Fonds solidarité vieillesse créé en 1993. 
Toutefois, le Conseil constitutionnel contrôle cette pratique. La loi de finances pour 1995 prévoyait ainsi de « sortir » du budget annexe des prestations sociales agricoles certaines majorations de pensions pour les retraités de professions agricoles. Le Conseil constitutionnel a censuré l'article 34 de cette loi, considérant que « le respect des règles d'unité et d'universalité budgétaires ainsi énoncées s'impose au législateur [et] que ces règles fondamentales font obstacle à ce que des dépenses qui [...] présentent pour lui par nature un caractère permanent ne soient pas prises en charge par le budget ou soient financées par des ressources que celui-ci ne détermine pas. »

### Les budgets autonomes
Ce sont ceux des organismes publics ou privés, dotés de la personnalité morale et assurant une mission de service public. Leurs comptes ne sont pas intégrés dans la loi de finances car ils disposent de leurs budgets propres. Cependant, ils reçoivent des subventions de la part de l'État et n'apparaissent pourtant pas au budget.